# فازرول نواز

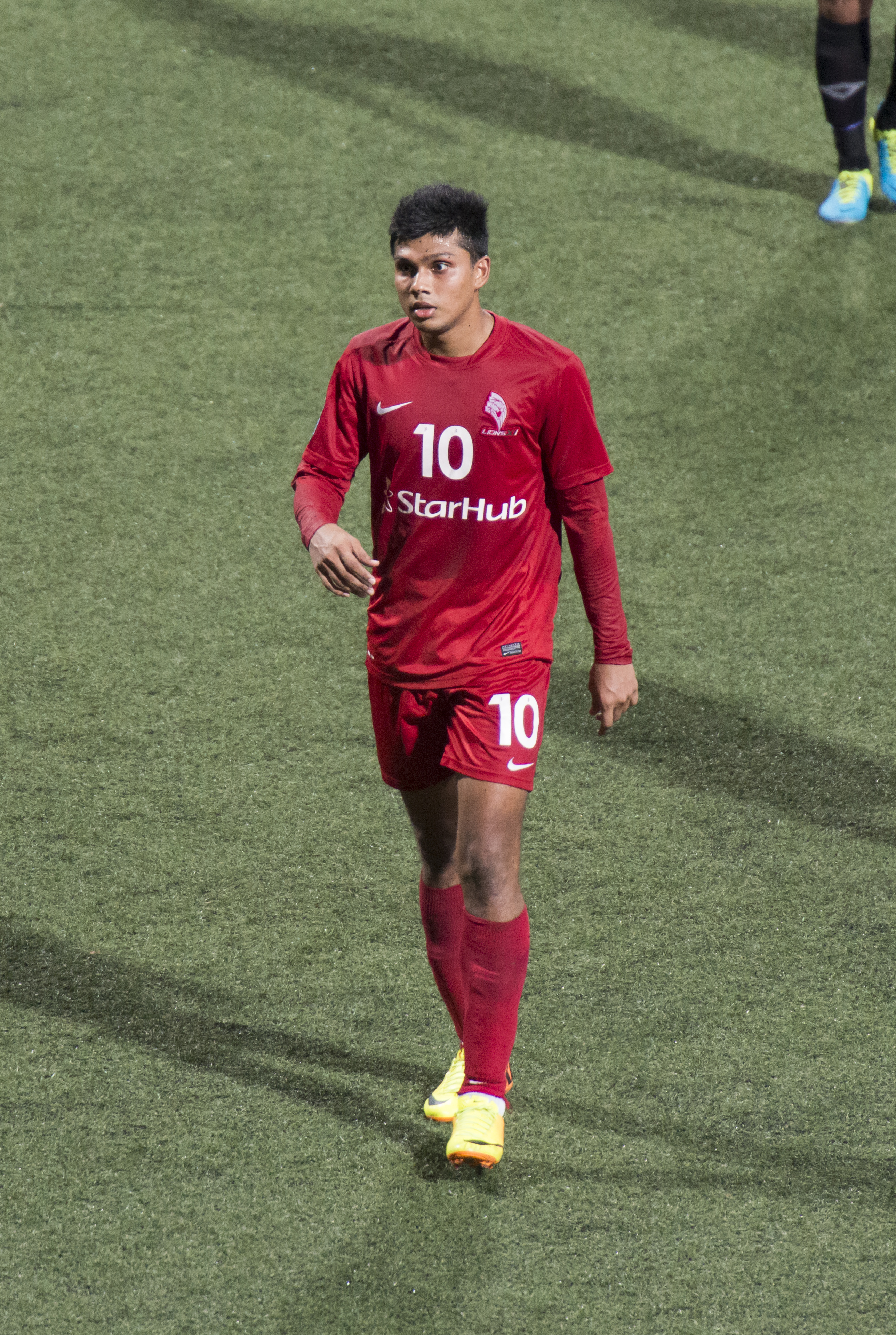

فازرول نواز ، من مواليد 17 ابريل 1985 في سنغافورة ، لاعب كرة قدم سنغافورة.
يلعب مع نادي غيلانغ يونايتد.
يلعب مع منتخب سنغافورة لكرة القدم منذ عام 2004.

## روابط خارجية
- فازرول نواز على موقع قاعدة بيانات كرة القدم.إي يو (الإنجليزية)
- فازرول نواز على موقع ناشيونال فوتبول تيمز (الإنجليزية)
- فازرول نواز على موقع Soccerway.com (الإنجليزية)
- فازرول نواز على موقع كووورة